# Dicliptera angolensis
Dicliptera angolensis är en akantusväxtart som beskrevs av Spencer Le Marchant Moore. Dicliptera angolensis ingår i släktet Dicliptera och familjen akantusväxter. Inga underarter finns listade i Catalogue of Life.